# Vincent Favretto
Vincent Favretto (né le 5 avril 1984 à Lyon) est un athlète français spécialiste du saut à la perche.

## Carrière
Blessé au genou en 2007, Vincent Favretto revient à la compétition en 2009 et remporte cette même année, les Jeux de la Francophonie en franchissant 5,40 m.

## Palmarès
| Date | Compétition                   | Lieu     | Résultat | Marque |
| ---- | ----------------------------- | -------- | -------- | ------ |
| 2001 | Championnats du monde cadets  | Debrecen | 2e       | 5,15 m |
| 2002 | Championnats du monde juniors | Kingston | 3e       | 5,40 m |
| 2003 | Championnats d’Europe juniors | Tampere  | 1er      | 5,50 m |
| 2005 | Championnats d’Europe espoirs | Erfurt   | 5e       | 5,60 m |
| 2009 | Jeux de la Francophonie       | Beyrouth | 1er      | 5,40 m |

### Records
| Épreuve          | Performance | Lieu | Date           |
| ---------------- | ----------- | ---- | -------------- |
| Saut à la perche | 5,65 m      | Bron | 4 juillet 2006 |

| Épreuve          | Performance | Lieu             | Date             |
| ---------------- | ----------- | ---------------- | ---------------- |
| Saut à la perche | 5,60 m      | Aulnay-sous-Bois | 11 décembre 2004 |